# The anniversary concert
The anniversary concert is een livealbum van de Nederlandse symfonische rockgroep Kayak. Het album is opgenomen tijdens hun jubileumtoer in 2008 ter gelegenheid van het 35-jarig bestaan van de band. De registratie is van het concert dat de band met gastmusici gaf op 7 oktober 2008 in Paradiso. Oudgedienden Max Werner, Johan Slager en Cees van Leeuwen van het eerste uur ontbraken. Het album is een uittreksel van The anniversary box, waarin tevens nog twee compact discs zaten met de titel The Fans Choices, een greatest hits uitgekozen door de fans.  Het concert werd aangekondigd onder de naam Kayak and Friends. Het album bestond uit twee compact discs en een dvd met de beste fragmenten.

## Musici

### Kayak
- Ton Scherpenzeel – toetsinstrumenten, zang
- Pim Koopman – slagwerk, zang
- Edward Reekers – eerste zang, toetsinstrumenten, percussie
- Cindy Oudshoorn – zang, toetsinstrumenten, percussie
- Rob Vunderink – gitaar, zang
- Joost Vergoosen – gitaar
- Jan van Otten – basgitaar

### Gastmusici
- Monique van der Ster, Syb van der Ploeg, Marjolein Teepen - zang
- Slagwerkgroep Santola bestaande uit Peter van Aart, Jeroen Dur, Bart Hulsebosch.

## Tracklist
| Nr. | Titel                    | Duur |
| --- | ------------------------ | ---- |
| 1.  | Alienation               |      |
| 2.  | Time stand still         |      |
| 3.  | Man in the cocoon        |      |
| 4.  | Merlin                   |      |
| 5.  | When the seer looks away |      |
| 6.  | Niniane                  |      |
| 7.  | Freezing                 |      |
| 8.  | Sad state of affairs     |      |
| 9.  | Medea                    |      |
| 10. | Behind the firelight     |      |
| 11. | Hold me forever          |      |
| 12. | Only you and I know      |      |
| 13. | Where do we go from here |      |

| Nr. | Titel                                                   | Duur |
| --- | ------------------------------------------------------- | ---- |
| 1.  | Medley met Lyrics, Wintertime, Mammoth, See see the sun |      |
| 2.  | Irene                                                   |      |
| 3.  | Close to the fire                                       |      |
| 4.  | Undecided                                               |      |
| 5.  | Coming up for air                                       |      |
| 6.  | Celestial science                                       |      |
| 7.  | Pagan’s paradise                                        |      |
| 8.  | Settle down                                             |      |
| 9.  | Flying squadron                                         |      |
| 10. | Act of despair                                          |      |
| 11. | Starlight dancer                                        |      |
| 12. | Chance of a lifetime                                    |      |
| 13. | Sad to say farewell                                     |      |
| 14. | Selfmade castle                                         |      |
| 15. | Ruthless Queen                                          |      |

| Nr. | Titel                                                   | Duur |
| --- | ------------------------------------------------------- | ---- |
| 1.  | Alienation                                              |      |
| 2.  | Time stand still                                        |      |
| 3.  | Merlin                                                  |      |
| 5.  | When the seer looks away                                |      |
| 6.  | Freezing                                                |      |
| 7.  | Medley met Lyrics, Wintertime, Mammoth, See see the sun |      |
| 8.  | Irene                                                   |      |
| 9.  | Close to the fire                                       |      |
| 10. | Undecided                                               |      |
| 11. | Pagan’s paradise                                        |      |
| 12. | Act of despair                                          |      |
| 13. | Chance of a lifetime                                    |      |
| 14. | Selfmade castle                                         |      |
| 15. | Ruthless Queen                                          |      |